# Roosevelt Johnson
David Roosevelt Johnson foi um liberiano que liderou um grupo rebelde durante a primeira guerra civil no país. Ele era um membro do grupo étnico krahn.
Um ex-professor, Johnson ingressou no grupo rebelde Movimento Unido de Libertação da Libéria para a Democracia (em inglês:  United Liberation Movement of Liberia for Democracy, ULIMO) logo após a guerra ter começado. O ULIMO dividiu-se em duas facções em 1994: Movimento Unido de Libertação da Libéria para a Democracia - Facção Kromah (ULIMO-K) liderada por Alhaji G.V. Kromah e Movimento Unido de Libertação da Libéria para a Democracia - Facção Johnson (ULIMO-J), que foi liderada por Johnson.
Em setembro de 1998, após várias acusações do governo de que ele planejava um golpe de Estado, a facção de Johnson em Monróvia foi atacada pelas forças de segurança do presidente Charles Ghankay Taylor, resultando em confrontos brutais na qual a maioria de seus partidários seriam mortos. Ele conseguiu fugir para a embaixada dos Estados Unidos, onde outro tiroteio ocorreu quando os partidários de Ghankay Taylor tentaram impedi-lo de encontrar um refúgio no terreno da embaixada. Johnson, seu filho e seus poucos seguidores sobreviventes seriam admitidos na embaixada no entanto, onde foram protegidos por guardas dos Estados Unidos até serem evacuados para o Gana. 
Posteriormente se mudou para a Nigéria. Foi acusado de traição e condenado à revelia, em abril de 1999. Ele morreu em 2004 na Nigéria. 